# Teising
Teising este o comună din districtul Altötting, landul Bavaria, Germania.